# Matwei Sergejewitsch Subow
Matwei Sergejewitsch Subow (russisch Матвей Сергеевич Зубов, englische Transkription Matvey Zubov; * 22. Januar 1991 in Kamensk-Uralski, Oblast Swerdlowsk) ist ein russischer Radrennfahrer.

## Sportlicher Werdegang
Als Juniorenfahrer war zunächst vor allem auf der Bahn aktiv. Er gewann 2008 bei der Juniorenweltmeisterschaft die Silbermedaille in der Mannschaftsverfolgung. Im nächsten Jahr gewann er dort den Weltmeistertitel und im Punktefahren gewann er Bronze. Außerdem belegte er im Einzelzeitfahren auf der Straße den zehnten Platz. 
Im Erwachsenenbereich schloss sich Subow 2010 dem russischen Katusha Continental Team an. Im Jahr 2011 wurde er russischer U23-Vizemeister im Straßenrennen. 2012 wechselte er zum UCI Professional Continental Team RusVelo, konnte aber keine vorderen Platzierungen erzielen. Danach fuhr er noch zwei Jahre für weitere UCI Continental Teams, bevor er ab 2015 nur noch für nationale Vereine fuhr. In den Jahren 2015 und 2017 gewann er jeweils eine Etappe der Five Rings of Moscow.

## Erfolge
2008
- Weltmeisterschaften – Mannschaftsverfolgung (Junioren) mit Artur Jerschow, Konstantin Kuperassow und Wiktor Schmalko

2009
- Weltmeister – Mannschaftsverfolgung (Junioren) mit Konstantin Kuperassow, Wiktor Manakow und Iwan Sawizki
- Weltmeisterschaften – Punktefahren (Junioren)
- – Mannschaftsverfolgung (Junioren) mit Konstantin Kuperassow, Wiktor Manakow und Iwan Sawizki
- Europameisterschaften – Punktefahren (Junioren)

2012
- U23-Europameister – Mannschaftsverfolgung (U23) mit Wiktor Manakow, Iwan Sawizki und Nikolai Schurkin

2015
- eine Etappe Five Rings of Moscow

2017
- eine Etappe Five Rings of Moscow